# Алазов, Магауия Алазович
Магауия Алазович Алазов (23 марта 1936, аул Ушкызыл, Бейнеткорский район, Карагандинская область, Казакская АССР, РСФСР, СССР — 21 октября 2016, Петропавловск, Северо-Казахстанская область, Казахстан) — тракторист совхоза «Новоникольский» Бишкульского района Северо-Казахстанской области, Казахская ССР. Герой Социалистического Труда (1981).

## Биография
Родился в 1936 году в крестьянской семье в ауле Ушкызыл. Происходит из рода атыгай племени аргын.
В 1954 году окончил среднюю школу, после чего трудился разнорабочим в колхозе «Ленинский» Советского района. После окончания в 1957 году школы сельской механизации трудился до 1961 года трактористом в этом же колхозе. С 1961 года — бригадир тракторно-полеводческой бригады совхоза «Новоникольский» Бишкульского района.
Во время 10-й пятилетки (1976—1980) ежегодно обрабатывал в среднем по 3874 гектаров пашни. В 1981 году удостоен звания Героя Социалистического Труда «за выдающиеся успехи, достигнутые в выполнении планов и социалистических обязательств по продаже государству в 1980 году миллиарда пудов зерна и перевыполнении планов десятой пятилетки по производству и закупкам хлеба и других сельскохозяйственных продуктов». В 1981 году намолотил более 15 тысяч центнеров зерновых.
С 1992 года трудился в частном сельскохозяйственном предприятии.
В 1996 году вышел на пенсию. С 2000 года проживал в Петропавловске.
Скончался 21 октября 2016 года, похоронен на мусульманском кладбище посёлка Бишкуль Кызылжарского района Северо-Казахстанской области.
Награды
- Герой Социалистического Труда — указом Президиума Верховного Совета СССР от 19 марта 1981 года
- Орден Ленина — дважды
- Орден Трудового Красного Знамени
- Почётный гражданин Северо-Казахстанской области